# Giovanni Jauch
Giovanni Jauch (Bellinzona, 22 marzo 1806 – San Bernardino, 26 luglio 1877) è stato un avvocato, editore e politico svizzero.

## Biografia
Di famiglia originaria del Canton Uri, era figlio di Francesco Jauch, possidente, e di Teresa Varrone. Sposò Elisa Schenardi. Nel 1828 si laureò in giurisprudenza a Pavia e fu avvocato e notaio a Bellinzona. Esponente di spicco della corrente radicale, fu membro del Gran Consiglio ticinese dal 1844 al 1877, di cui più volte presidente, Consigliere e segretario di Stato nel 1855, deputato alla Dieta federale dal 1846 al 1848, Consigliere nazionale nei periodi 1848-1851 e 1855-1872 e Consigliere agli Stati dal 1874 al 1875.
Ebbe una parte importante nella rivoluzione radicale del 1839 e nella repressione del tentativo controrivoluzionario conservatore del 1841. Fu tenente colonnello durante la guerra del Sonderbund e nel 1855 presiedette il comitato cantonale del Pronunciamento. Nel 1871 fondò il giornale La Costituzione, per osteggiare l'idea della separazione del Ticino in due cantoni, mentre l'anno seguente fu tra i promotori del giornale La Riforma federale. Nel 1860 rappresentò il cantone ai negoziati con la Santa Sede sull'amministrazione religiosa del Ticino e in qualità di delegato federale tra il 1861 e il 1862 trattò con il Piemonte la questione dei beni della mensa vescovile di Como in Svizzera.
Sindaco di Bellinzona dal 1864 alla morte, fu inoltre presidente della Banca cantonale e membro di numerose altre istituzioni, tra cui la Società dei Carabinieri e la Società Demopedeutica.